# Sabinov
Sabinov (do 1927 także Sobinov, węg. Kisszeben, niem. Zeben, łac. Cibinium, d. pol. Sabinów) – miasto powiatowe we wschodniej Słowacji, w kraju preszowskim, w historycznym regionie Szarysz (Šariš).
Sabinov leży na wysokości 333 m n.p.m. w dolinie górnej Torysy, między Górami Czerchowskimi (Čergov) na północy a Bachureniem na zachodzie, na północnym krańcu Kotliny Koszyckiej. Powierzchnia miasta wynosi 23,376 km².

## Demografia
Populacja (wg danych z 31 grudnia 2011) wynosiła 12 715, z czego 6295 stanowili mężczyźni, a 6420 kobiety.
W 2001 roku względem narodowości i przynależności etnicznej 90,62% populacji stanowili Słowacy, 6,40% Romowie, 0,48% Czesi, 0,77% Rusini, 0,06% Węgrzy, 0,05% Polacy, a po 0,01% Morawianie, Ślązacy i Niemcy.
74,08% spośród mieszkańców wyznawało rzymskokatolicyzm, 10,53% grekokatolicyzm, 4,16% protestantyzm, 1,51% prawosławie. W mieście znajdowało się 1235 domostw.

## Transport
Przez Sabinov przebiega droga krajowa nr 68 z Preszowa do Starej Lubowli (i dalej do Nowego Sącza przez przejście graniczne Mníšek nad Popradom – Piwniczna) oraz linia kolejowa łącząca te same miasta. Stacja Sabinov.

## Historia
Badania archeologiczne potwierdzają istnienie w miejscu dzisiejszego Sabinova słowiańskiej osady już w X wieku. Dokument z 1248 wspomina o Sabinovie jako o jednej z posiadłości dominium Wielkiego Szarysza. W połowie XIII wieku w mieście osiedliła się kolonia niemieckich rzemieślników. W II połowie XIII wieku Sabinov otrzymał prawa miejskie. Przywilejem z 28 stycznia 1299 król Andrzej III przeniósł miasto na prawo spiskie, zapewniając mu tym samym liczne przywileje, jak prawo do własnego sądu, wybieralność władz miejskich i miejscowego proboszcza, zwolnienia od ceł, podatków i obowiązków wojskowych oraz swobody łowieckie i rybackie.
Rozkwit miasta rozpoczął się wraz z uzyskaniem statusu wolnego miasta królewskiego w 1405. W 1480 Sabinov został członkiem wschodniosłowackiej hanzy – Pentapolitany. W II połowie XV wieku miasto zostało kilkakrotnie zniszczone w wojnach domowych i polsko-węgierskich, co nie przeszkodziło rozkwitowi miasta w XVI wieku. Rozwojowi miasta nie przeszkodziło również zastawienie go przez króla Władysława Jagiellończyka magnatowi Emerykowi Perenyi’emu na początku XVI wieku – mieszczanie już po kilkunastu latach wykupili zastaw.
W drugiej połowie XVII w. tak pisał o mieście anonimowy autor „Węgierskiego Simplicissimusa”: Sabinów jest wolnym miastem królewskim w Górnych Węgrzech, ma dwa kościoły, słowacki i niemiecki, lecz o pół godziny stąd jest już wszystko czysto węgierskie. Miasto jest malutkie, jednak ma okazały ratusz, pod którym tylko miasto prowadzi wyszynk wina. Kto kupi pół miarki, musi zapłacić też za gliniane naczynie i może po każdym półmiarku wina naczynie rozbić. Tamtejsze kobiety i dziewczęta stanu wolnego warzą bardzo dobre piwo. Miasto leży w dole pomiędzy dwiema ładnymi górami. Woda tam dobra (porusza dwa młyny), a nosi miano Torysy. Wzgórza i przedmieścia pełne są ślicznych ogrodów, a w nich wiele śliw. W każdym niemal ogrodzie stoi mała suszarnia (…). Choć tak małe, miasteczko to miało jednak wiele dogodności, a jadła pod dostatkiem.
Sabinov podupadł w czasach powstań antyhabsburskich w 2. połowie XVII i na początku XVIII wieku. W grudniu 1683 r. miasto, obsadzone przez zwolenników Imre Thököly'ego, zostało zdobyte przez wojska króla Jana III Sobieskiego, wracające spod Wiednia. Miasto to tu dosyć dobre i piękne, i ledwo nie tak obronne jako i Preszów – pisał król w liście do królowej Marysieńki. I w innym miejscu dodawał szczegóły dotyczące jego zdobycia: (…) prócz mieszczan i szlachty było kilkaset konnych i pieszych żołnierzów Tekolego, których umyślnie tu z Lewoczy i innych było sprowadzono prezydyj. Za moim tedy wczorajszym przyjściem w dzień Najśw. Panny Poczęcia, a za uderzeniem kilkadziesiąt razów z dział tylko litewskich, które były przyszły od Lubowli z p. Połubińskim młodym, poddało się to miasto na dyskrecję. Żołnierze służbę przyjmują i przysięgają wiarę cesarzowi (…).
Od końca XVIII wieku miasto zaczęło nabierać charakteru przemysłowego, który utrzymało do dzisiaj. W 1910 miasto liczyło 3,3 tys. mieszkańców, z czego 1,6 tys. Słowaków, 1,2 tys. Węgrów, 0,3 tys. Niemców i 0,1 tys. Cyganów. W czasie II wojny światowej miejscowa kolonia żydowska została wymordowana w obozach koncentracyjnych. Pod koniec wojny miasto liczyło 3 tysiące mieszkańców.

## Turystyka i zabytki
Pamiątkami świetnej przeszłości Sabinova są liczne zabytki:
- kościół pw. Męczeńskiej Śmierci św. Jana Chrzciciela, rzymskokatolicki, gotycki  z początku XIV wieku, z dziełami Wincentego z Dubrownika i Mistrza Pawła z Lewoczy,
- kościół pw. Niepokalanego Poczęcia NMP, rzymskokatolicki, barokowy, w 1684 rozbudowany z gotyckiej kaplicy z 1375 r.,
- kościół luterański tzw. niemiecki, klasycystyczny z początku XIX wieku,
- kościół luterański tzw. słowacki, klasycystyczny z początku XIX wieku,
- cerkiew greckokatolicka pw. Najświętszego Serca Jezusowego z 1902, neoklasycystyczna,
- budynek dawnego liceum i kolegium pijarskiego z 1530 r., renesansowy, obecnie muzeum miejskie i regionalne,
- fragmenty murów miejskich z XV wieku z basztami z XVI wieku.

Sabinov stanowi bazę turystyczną i punkt wypadowy w otaczające go góry, w które prowadzi kilka szlaków turystycznych zaczynających się w centrum miasta.
W roku 1964 w mieście kręcono zdjęcia do filmu Sklep przy głównej ulicy (Obchod na korze), który  w roku 1965 zdobył Oscara dla najlepszego filmu nieanglojęzycznego.

## Znani mieszkańcy
Z Sabinova pochodzili:
- beatyfikowany w 2001 biskup greckokatolicki Paweł Piotr Gojdič (1888–1960) – męczennik komunistycznych prześladowań,
- słowacki poeta Bohuš Nosák-Nezabudov (1818–1877), współpracownik Ľudovíta Štúra,
- słowacki poeta i pisarz Anton Prídavok (1904–1945).

## Miasta partnerskie
- Kenderes
- Siedlce